# Maldòn'
 (octobre 2013).
Si vous disposez d'ouvrages ou d'articles de référence ou si vous connaissez des sites web de qualité traitant du thème abordé ici, merci de compléter l'article en donnant les références utiles à sa vérifiabilité et en les liant à la section « Notes et références ».
Albums de Zouk Machine
Kréol
(1993)
Maldòn', aussi orthographié Maldòn, est le 3e album des chanteuses guadeloupéennes les Zouk Machine. Il sort en 1989 et connaît un succès international avec le single éponyme Maldòn' et Où Ké Rivé.

## Liste des titres
| 1.  | Maldòn (Remix)                   |  |
| 2.  | Eskize Mwen                      |  |
| 3.  | Sové Lanmou                      |  |
| 4.  | An Pa Te Sav                     |  |
| 5.  | Se Sa An Vlé                     |  |
| 6.  | Chimemn La                       |  |
| 7.  | Où Ké Rivé                       |  |
| 8.  | Zouk Machine                     |  |
| 9.  | Sa Ki Ké Diré                    |  |
| 10. | Lanmou Soley                     |  |
| 11. | Pisimé Zouké                     |  |
| 12. | Maldòn (la musique dans la peau) |  |